# Polümnésztosz (költő)
Polümnésztosz (πολύμνηστος, aktív Kr. e. 675 – 644 között) ókori görög költő, zenész. Nomoszokat, aulódiákat, epikus és elégikus költeményeket szerzett. Műveiből semmi sem maradt fenn.
Kolophónból, Kis-Ázsiából érkezett Spártába, ahol Thalétasz nyomdokain a Terpandrosz utáni második zenei iskola vagy rendszer (katasztaszisz) képviselője volt. Pszeudo-Plutarkhosz többször említi nevét a nomosz tárgyalásakor, az orthiosz nomoszt hozza vele kapcsolatba. Neki tulajdonítja a hüpolíd tonosz, valamint az eklüszisz és az ekbolé hangközök feltalálását is.
Később az attikai komédiaköltők, köztük Kratinosz, Arisztophanész támadták verseinek erotikus jellege miatt.